# Флоридски горски хомяк
Флоридският горски хомяк (Neotoma floridana) е вид бозайник от семейство Хомякови (Cricetidae).

## Разпространение и местообитание
Разпространен е в САЩ.